# Albertirsa
Albertirsa (tidigare: Alberti-Irsa, slovakiska: Irša) är en stad och kommun i distriktet Cegléd i provinsen Pest i Ungern. Kommunen har 13 724 invånare (2024), på en yta av 73,00 km².